# Stazione Carlini
La base Carlini (precedentemente nota come base Jubany) è una base antartica permanente argentina stabilita nel 1953 sull'Isola di re Giorgio.
La base era inizialmente intitolata al tenente José Isidro Jubany, ma a partire da marzo 2012 ha cambiato denominazione in Carlini in memoria dello scienziato argentino Alejandro Ricardo Carlini.

## Ubicazione
Localizzata a ad una latitudine di 62°14' sud e ad una longitudine di 58°40' ovest la stazione si trova sull'Isola di re Giorgio, nelle Shetland meridionali nei pressi di una colonia con oltre 16 000 pinguini e 650 leoni marini.
Il primo insediamento argentino nella zona risale al 1953, ma la stazione è stata inaugurata solo nel 1982.

## Attività
La base si compone di 15 edifici, di cui 2 adibiti a laboratorio e, dall'aprile 2005, un cinema. La stazione svolge ricerche scientifiche nei campi del monitoraggio ambientale (dal 1987), cartografia (dal 1996), limnologia (dal 1990), biologia marina (dal 1982), monitoraggio dell'ozonosfera (dal 1998), biologia terrestre (dal 1990) e misurazione delle maree (dal 1994). La base supporta logisticamente il vicino laboratorio Dallmann.

Dal 1994 è in funzione un laboratorio di misura continua dell'anidride carbonica atmosferica operante nell'ambito del Global Atmospheric Watch dell'Organizzazione Meteorologica Mondiale. La ricerca è condotta da personale argentino, con attrezzatura e supervisione di personale italiano del Programma Nazionale di Ricerche in Antartide.

Nella base è infine presente una stazione meteorologica.